# Philipp Degen
Philipp Degen (ur. 15 lutego 1983 w Bazylei) – szwajcarski piłkarz występujący na pozycji prawego obrońcy, uczestnik Mistrzostw Świata w Piłce Nożnej 2006 i Mistrzostw Europy w Piłce Nożnej 2008.
Jego brat bliźniak David Degen również jest piłkarzem.